# Presidente Juscelino (Minas Gerais)
Presidente Juscelino es un municipio brasileño del estado de Minas Gerais. Se localiza a una latitud 18º38'14" sur y a una longitud 44º03'30" oeste, estando a una altitud de 596 metros. Su población estimada en 2004 era de 4.333 habitantes.
Posee un área de 698,874 km². 